# Kostel svaté Anny (Most)
Kostel sv. Anny v Mostě (německy St. Anna Kirche in Brüx) byl evangelický luteránský farní kostel v Mostě v severních Čechách. Kostel původně ze 16. století, roku 1878 provozovaný jako evangelický, sloužil zdejší německé evangelické komunitě, po odsunu českých Němců po roce potom 1945 chátral. Roku 1979 byl odstřelen, stejně jako velká většina původní části města, kvůli rozšiřování hnědouhelného lomu ČSA.

## Historie
Původní dřevěný hřbitovní kostel vystavěný roku 1520 vyhořel při požáru města 28. června 1583 a v letech 1610 až 1612 zbudován v postgotickém slohu jakožto kamenný. K jeho uzavření v roce 1785 v rámci josefinských církevních reforem Josefa II. Po vydání protestantského patentu z roku 1861 císařem Františkem Josefem I., který přinesl zrovnoprávnění protestantismu s katolickou vírou v Habsburské monarchii, byl kostel roku 1878 předán nově založené protestantské kongregaci v Mostě, která v následujících letech provedla jeho přestavbu v novogotickém stylu. V roce 1908 byl potom povýšen na protestantský farní kostel.
Kostel sloužil především věřícím z řad většinově německého obyvatelstva Mostecka až do roku 1945, kdy došlo k jejich nucenému odsunu do Západního či Východního Německa a Rakouska. Po roce 1948 byl kostel nejprve předán Českobratrské církvi evangelické a po roce 1958 potom Církvi československé husitské. Ta jej využívala do roku 1963, poté zůstal opuštěný.
V 70. letech 20. století bylo rozhodnuto o demolici valné většiny městské zástavby Mostu, aby mohly být vytěženy zásoby hnědého uhlí pod jeho povrchem. V roce 1978 byl kostel prodán severočeskému hnědouhelnému těžbnímu podniku a v následujícího roku zbořen.

## Architektura
Kostel, který se dříve nacházel na okraji starého města Most, byl postaven v postgotickém stylu z počátku 17. století jakožo sálový kostel s pětibokým uzavřeným kněžištěm. Ke konci 19. století byla k východní straně přistavěna sakristie a věž s jehlanovou střechou. Interiér kostela kryla dřevěná žebrová klenba.